# Luksika Kumkhum
Luksika Kumkhum (Chantaburi, 21 juli 1993) is een tennisspeelster uit Thailand.
Op vierjarige leeftijd begon zij met tennis. Haar favoriete ondergrond is hardcourt. Zij is rechtshandig en speelt met een tweehandige backhand en een tweehandige forehand. Zij is actief in het internationale tennis sinds 2009.

## Loopbaan
In 2013 debuteerde zij op een grandslamtoernooi door zich te kwalificeren voor het Australian Open.
In 2017 stond zij voor het eerst in een WTA-finale, op het dubbelspeltoernooi van Seoel, samen met landgenote Peangtarn Plipuech – zij verloren van Kiki Bertens en Johanna Larsson.
In 2018 stond zij tweemaal in een WTA-enkelspelfinale, die zij beide won: eerst in Mumbai waar zij in de finale Russin Irina Chromatsjova versloeg, en twee weken later in Taipei waar zij de Duitse Sabine Lisicki het nakijken gaf.
In de periode 2013–2023 maakte Kumkhum deel uit van het Thaise Fed Cup-team – zij behaalde daar een winst/verlies-balans van 21–10.

## Posities op deWTA-ranglijst
Positie per einde seizoen:
| jaar | rang enkelspel | rang dubbelspel |
| ---- | -------------- | --------------- |
| 2010 | 698            | –               |
| 2011 | 320            | 427             |
| 2012 | 216            | 189             |
| 2013 | 114            | 188             |
| 2014 | 85             | 266             |
| 2015 | 211            | 357             |
| 2016 | 145            | 353             |
| 2017 | 124            | 173             |
| 2018 | 80             | 104             |
| 2019 | 254            | 286             |
| 2020 | 734            | 796             |
| 2021 | 929            | 931             |
| 2022 | 327            | 366             |

## Resultaten grandslamtoernooien
| Legenda | Legenda                          |
| ------- | -------------------------------- |
| g.t.    | geen toernooi gehouden           |
| l.c.    | lagere categorie                 |
| –       | niet deelgenomen                 |
| G       | uitgeschakeld in de groepsfase   |
| 1R      | uitgeschakeld in de eerste ronde |
| 2R      | uitgeschakeld in de tweede ronde |
| 3R      | uitgeschakeld in de derde ronde  |
| 4R      | uitgeschakeld in de vierde ronde |
| KF      | uitgeschakeld in de kwartfinale  |
| HF      | uitgeschakeld in de halve finale |
| F       | de finale verloren               |
| W       | het toernooi gewonnen            |
| w-v     | winst/verlies-balans             |

### Enkelspel
| toernooi        | 2013 | 2014 |    | 2016 | 2017 | 2018 | 2019 |
| --------------- | ---- | ---- | -- | ---- | ---- | ---- | ---- |
| Australian Open | 2R   | 2R   | 1R | 1R   | 3R   | 1R   |      |
| Roland Garros   | –    | 1R   | –  | –    | 1R   | 1R   |      |
| Wimbledon       | –    | –    | 1R | –    | 2R   | 1R   |      |
| US Open         | –    | –    | –  | –    | –    | –    |      |

### Vrouwendubbelspel
| toernooi        | 2018 | 2019 |
| --------------- | ---- | ---- |
| Australian Open | –    | 1R   |
| Roland Garros   | –    | –    |
| Wimbledon       | 2R   | –    |
| US Open         | –    | –    |

## Palmares
| Legenda                 |
| ----------------------- |
| Grandslamtoernooi       |
| Olympische Spelen       |
| Year-End Championships  |
| Premier Mandatory       |
| Premier Five / WTA 1000 |
| Premier / WTA 500       |
| International / WTA 250 |
| Challenger / WTA 125    |

### WTA-finaleplaatsen enkelspel
| nr.              | finale     | toernooi   | ondergrond | tegenstandster     | score         |         |
| ---------------- | ---------- | ---------- | ---------- | ------------------ | ------------- | ------- |
| gewonnen finales |            |            |            |                    |               |         |
| 1.               | 2018-11-03 | WTA Mumbai | hardcourt  | Irina Chromatsjova | 1-6, 6-2, 6-3 | details |
| 2.               | 2018-11-18 | WTA Taipei | tapijt (i) | Sabine Lisicki     | 6-1, 6-3      | details |
| verloren finales |            |            |            |                    |               |         |
| geen             |            |            |            |                    |               |         |

### WTA-finaleplaatsen vrouwendubbelspel
| nr.              | finale     | toernooi  | ondergrond | partner            | tegenstandsters                      | score    |         |
| ---------------- | ---------- | --------- | ---------- | ------------------ | ------------------------------------ | -------- | ------- |
| gewonnen finales |            |           |            |                    |                                      |          |         |
| geen             |            |           |            |                    |                                      |          |         |
| verloren finales |            |           |            |                    |                                      |          |         |
| 1.               | 2017-09-24 | WTA Seoel | hardcourt  | Peangtarn Plipuech | Kiki Bertens Johanna Larsson         | 4-6, 1-6 | details |
| 2.               | 2023-10-15 | WTA Seoel | hardcourt  | Peangtarn Plipuech | Marie Bouzková Bethanie Mattek-Sands | 2-6, 1-6 | details |